# Opluridae
Opluridae (лат.) — семейство чешуйчатых подотряда игуанообразных. 
Представители семейства обитают на Мадагаскаре, один вид также на острове Нгазиджа (вид Oplurus cuvieri, подвид Oplurus cuvieri comorensis).

## Классификация
На конец 2011 года в семействе насчитывалось 7 видов, входящих в 2 рода:
| Латинское название | Русское название                    | Количество видов |
| ------------------ | ----------------------------------- | ---------------- |
| Chalarodon         | мадагаскарские игуаны               | 1                |
| Oplurus            | оплюрусы, или мадагаскарские игуаны | 6                |

Ранее роды семейства рассматривались в составе игуановых и составляли подсемейство Oplurinae.